# Bumba
Bumba je crtić za predškolce. Glavni lik je klaun Bumba koji živi u cirkusu.
Bumba se zabavlja sa svojim prijateljima u cirkusu koji je ujedno i njihov dom.
U Hrvatskoj se crtić prikazuje na Nova TV.